# 朗德皮克 (北卡羅萊納州)
朗德皮克（英語：Round Peak）是位於美國北卡羅萊納州薩里縣的非建制地區。

## 歷史
朗德皮克的郵局於1875年設立，其後於1931年停運。

## 地理
朗德皮克所處的海拔為高於海平面392米（即1286英呎），而該地所採用的時區為UTC-5，即北美东部时区（EST）。同時該地設有夏令時間，為UTC-5調快一小時，即UTC-4（EDT）。